# Teodor Svetoslav de Bulgària
Teodor Svetoslav I Terter (Тодор Светослав, Todor Svetoslav o Теодор Светослав, Teodor Svetoslav) regnà com a tsar de Bulgària del 1300 al 1322. Es desconeix la seva data de naixement. Fou un savi i capaç governant que va portar l'estabilitat i una relativa prosperitat al Segon Imperi Búlgar després de dues dècades d'intervenció constant de l'Imperi Mongol en els assumptes interns de l'Imperi Búlgar. El seu regnat s'inicià amb el retorn del sud de Bessaràbia a Bulgària i uns anys més tard derrotà als romans d'Orient i reconquerí gran part del nord de Tràcia. A partir de 1307 va dirigir política pacífica cap a tots els veïns que es traduí en una expansió del comerç i l'economia. A banda dels seus èxits exteriors i econòmics, Teodor Svetoslav hagué de fer front a diversos intents separatistes entre la noblesa, incloent-hi el seu oncle. Perseguí als que considerarà responsables de la interferència mongola, executant, entre d'altres el Patriarca Joaquim III.

## Família
De la seva primera esposa Eufrosina, tingué un fill:
- Jordi II Terter de Bulgària, que el va succeir com a emperador de Bulgària 1322-1323

De la seva segona esposa Teodora Paleòloga, filla de xor Miquel Paleòleg, no tingué descendència.

## Vida
Era fill del futur tsar Jordi I Terter de Bulgària i de Maria. Poc després que Ivan III Asen de Bulgària es convertís en el nou tsar de Bulgària, el seu pare es divorcià de la seva mare i es casà amb la germana del nou tsar búlgar a fi d'apropar-se al poder i aspirar a la successió. Maria i Teodor varen ser enviats a l'Imperi Romà d'Orient com a ostatges, i varen ser assentats a Nicea. Quan finalment el seu pare Jordi I Terter de Bulgària fou coronat tsar el 1280 no s'alterà la seva situació, però el 1281 Teodor es casà en rebel·lia amb una filla del sebastokratōr Joan I Àngel-Ducas de Tessàlia, com a part d'una aliança diplomàtica. El 1284 Jordi I Terter de Bulgària frimà un tractat amb Andrònic II Paleòleg, recuperant la seva primera esposa, però Teodor seguí sent un ostatge. Dit tractat suposà la ruptura de l'aliança de Bulgària amb Tessàlia. No fou fins al 1285 que amb l'arribada del Patriarca de Bulgària Joakim III a Constantinoble, Teodor fou alliberat.
De retorn a Bulgària Teodor Svetoslav fou nomenat coemperador pel seu pare. Tanmateix, després de diverses ràtzies mongoles, Jordi I Terter va tornar a enviar el seu fill com a ostatge, aquest cop amb Nogai Noyan, el líder mongol, al voltant de 1289. Però Teodor Svetoslav casà el seu fill Txaka de Bulgària amb una filla de Nogai. Durant part del seu exili, Teodor Svetoslav caigué en desgràcia i tractà de millorar la seva sort cassant-se amb la rica Eufrósine, filla de l'esposa de Nogai, qui al seu torn era filla il·legítima de l'emperador Miquel VIII Paleòleg. Entre 1289 i 1299 Teodor Svetoslav formà part de la invasió mogol de Bulgària que protagonitzà el seu cunyat Txaka, que feu fugir el regent búlgar a Tarnovo. Aleshores Teodor convencé la noblesa búlgara perquè acceptés Txaka com a regent. Tanmateix, els exèrcits del Khan Toqta entraren a Bulgària per capturar Txaka. Teodor organitzà un complot contra Txaka, que morí estrangulat a la presó el 1300. Finalment, Teodor Svetoslav es convertí en el nou tsar de Bulgària i envià el cap de Txaka com un regal al líder mongol Toqta, que retirà el seu exèrcit del país.

## Emperador de Bulgària
Teodor Svetoslav va dur a terme una implacable política, castigant a tots els que estaven en el seu camí, inclòs el seu ex benefactor, el Patriarca Joakim III, el qual va ser acusat de traïció i executat. Davant la brutalitat del nou emperador, alguns nobles tracten de substituir-lo, recolzats per Andrònic II Paleòleg. Un dels pretendents del tron fou el sebastokratōr Radoslav Voïsil o Vojsil, germà de l'antic emperador Smilets de Bulgària, però fou derrotat i capturat pel Dèspota Aldimir (Eltimir), oncle de Teodor, a Kranen al voltant del 1301. Un altre pretendent fou l'ex-emperador Miquel II Asen de Bulgària, que va intentar, sense èxit, avançar dins de Bulgària amb un exèrcit romà d'Orient al voltant del 1302. Després d'aquesta victòria Teodor Svetoslav pogué alliberar el seu pare Jordi I Terter de Bulgària intercanviant-lo per tretze alts funcionaris romans d'Orient capturats a Radoslav.

## Guerra contra l'Imperi Romà d'Orient
Com a conseqüència de les seves victòries, Teodor Svetoslav passà a l'ofensiva el 1303, capturant fortaleses del nord-est de Tràcia, incloent Mesembria (Nesebar), Anchialos (Pomòrie), Sozòpol i Agathopolis (Ahtopol) el 1304. Aquell mateix any els romans d'Orient, comandats per xor Miquel Paleòleg, fill de l'emperador romà d'Orient, passaren a l'ofensiva, però foren derrotats en la batalla de l'Skafida prop de Sozòpol. El 1305 Teodor s'apropià de les terres del seu oncle Aldimir, el qual estava negociant amb els romans d'Orient.
El 1306 Teodor contractà el serveis dels alans i intentà un acostament amb la Companyia Catalana d'Orient per tal de lluitar contra els romans d'Orient. Finalment, el 1307 es posà fi a la guerra mitjançant un tractat, consolidat amb el matrimoni de Teodor i Teodora, filla de Miquel IX Paleòleg. A partir d'aquest moment Teodor Svetoslav es va mantenir en pau amb els seus veïns i se centrà a reafirmar el control sobre les províncies perifèriques. Amb tot, es relacionà l'emperador amb les dues incursions mongoles a la Tràcia romana d'Orient dels anys 1320 i 1321 i també donà suport a Andrònic III Paleòleg, cunyat de Teodor, en la guerra civil que l'enfrontà a l'avi d'aquest, el vell Andrònic II Paleòleg.

## Mort
Teodor Svetoslav va morir a principis de 1322, i va ser succeït pel seu fill Jordi II Terter.